# Коме (Чад)
Коме (фр. Komé) — деревня и супрефектура в Чаде, расположенная на территории региона Восточный Логон. Входит в состав департамента Нья.

## Географическое положение
Деревня находится в южной части Чада, к югу от реки Западный Логон, на высоте 508 метров над уровнем моря.
Населённый пункт расположен на расстоянии приблизительно 411 километров к юго-востоку от столицы страны Нджамены.

## Население
По данным официальной переписи 2009 года численность населения Коме составляла 38 933 человека (19 482 мужчины и 19 451 женщина). Население супрефектуры по возрастному диапазону распределилось следующим образом: 52,1 % — жители младше 15 лет, 45,6 % — между 15 и 59 годами и 2,3 % — в возрасте 60 лет и старше.

## Транспорт
Ближайший аэропорт расположен в городе Мунду.